# Torshälla huvud
Torshälla huvud è un'area urbana della Svezia situata nel comune di Eskilstuna, contea di Södermanland.
La popolazione risultante dal censimento 2010 era di 492 abitanti .